# Берёзкин, Александр Григорьевич
Александр Григорьевич Берёзкин (9 августа 1980 — 3 сентября 2021, Новороссийск, Краснодарский край) — российский футбольный судья (пляжный футбол), судья категории ФИФА. Единственный российский судья в пляжном футболе, отработавший на четырёх чемпионатах мира (2008, 2009, 2011 и 2013).

## Биография

### Семья
Отец — Григорий Берёзкин, игрок в мини-футбол (выступал за «Динамо») и судья ФИФА по мини-футболу (судил студенческий чемпионат мира в Бразилии), инспектор Ассоциации мини-футбола России). Александр был женат, воспитал сына Сашу.

### До карьеры судьи
В детстве Александр посещал секции по футболу и дзюдо, однако предпочёл заниматься боксом в секции «Динамо». Боксом Александр занимался профессионально до 2004 года, также играл в питерских любительских футбольных командах. В мае 2005 года получил предложение от тренера сборной Санкт-Петербурга по боксу Бориса Тихонова начать карьеру судьи по боксу. Александр решил подумать, однако спустя пару дней его отец Григорий сообщил, что президент Федерации пляжного футбола Санкт-Петербурга Сергей Нечаев построил стадион для матчей по пляжному футболу и искал судей. Александр, задумавшись, принял предложение стать судьёй в пляжном футболе. Подготовку Александра осуществлял Юрий Сапожников, футбольный судья республиканской категории и судья матчей по мини-футболу.

### Карьера судьи
Первый матч по пляжному футболу, по собственным словам, Берёзкин отсудил в тот же день, когда получал диплом университета: предварительно ему пришлось зазубрить правила пляжного, а помощь оказывал инспектор матчей. Берёзкин отработал на четырёх чемпионатах мира по пляжному футболу: помимо него, на чемпионатах мира из российских судей работал только Роман Борисов. На своём первом чемпионате мира 2008 года в Марселе Александр работал вторым судьёй в четвертьфинале между Францией и Италией, принимая большинство решений вместо своего бразильского коллеги, главного судьи Альберто Морейры. По собственным воспоминаниям, болельщики французов считали судейскую бригаду предвзятой и швырялись бутылками, попав и в Берёзкина, а с поля их уводили в сопровождении полиции. Также он судил матчи чемпионата мира 2009 года в ОАЭ.
В 2011 году Берёзкин судил четвертьфинал чемпионата мира в Равенне между Бразилией и Сенегалом, назначив в ворота Сенегала пенальти (бразильцы победили в дополнительное время). Он должен был также судить и финал чемпионата мира, однако в итоге в финале оказались его соотечественники, выигравшие турнир.
В 2013 году Берёзкин судил матчи чемпионата мира в Таити: в игре группового этапа между Бразилией и Сенегалом он, по собственным словам, работал с бригадой не самых опытных судей. На 7-й минуте игры Берёзкин остановил игру из-за погасшего табло, а при возобновлении игры вынужден был под давлением коллег назначить не ввод мяча от ворот, а спорный мяч, за что получил выговор от руководства судей. Также он судил матч за 3-е место между хозяевами и Бразилией, где был хронометристом: в какой-то момент Берёзкин остановил таймер за 15 секунд до конца третьего периода (по инструкции ФИФА), что позволило бразильцам сравнять счёт и вырвать победу по пенальти.
Работал независимым судьёй на этапе чемпионата Украины в Киеве. Занимал пост заместителя главного судьи всероссийских соревнований по пляжному футболу. В 2020 году был руководителем филиала компании «АВМ Спорт» в Санкт-Петербурге, занимавшейся экипировкой спортивных команд.

### Смерть
28 августа 2021 года Александр Берёзкин судил в Анапе матч местной команды, по окончании которого поехал кататься на электросамокате. Во время движения зацепил стоящую машину, после чего потерял равновесие, упал и ударился височной областью. Получил перелом основания черепа и впал в кому. Госпитализирован в Новороссийск, где скончался 3 сентября 2021 года. Похоронен в Санкт-Петербурге.